# Okręg wyborczy nr 27 do Senatu Rzeczypospolitej Polskiej
Okręg wyborczy nr 27 do Senatu Rzeczypospolitej Polskiej obejmuje obszar powiatów pajęczańskiego, sieradzkiego, wieluńskiego, wieruszowskiego i zduńskowolskiego (województwo łódzkie). Wybierany jest w nim 1 senator na zasadzie większości względnej.
Utworzony został w 2011 na podstawie Kodeksu wyborczego. Po raz pierwszy zorganizowano w nim wybory 9 października 2011. Wcześniej obszar okręgu nr 27 należał do okręgu nr 11.
Siedzibą okręgowej komisji wyborczej jest Sieradz.

## Reprezentant okręgu
| Rok  | Rok  | Senator           | Komitet wyborczy       |
| ---- | ---- | ----------------- | ---------------------- |
|      | 2011 | Michał Seweryński | Prawo i Sprawiedliwość |
| 2015 |      | Michał Seweryński | Prawo i Sprawiedliwość |
| 2019 |      | Michał Seweryński | Prawo i Sprawiedliwość |
| 2023 |      | Michał Seweryński | Prawo i Sprawiedliwość |

## Wyniki wyborów
Symbolem „●” oznaczono senatorów ubiegających się o reelekcję.

### Wybory parlamentarne 2011
| Kandydat                                                                                      | Kandydat          | Komitet wyborczy                           | Głosów | Głosów | Głosów |
| Kandydat                                                                                      | Kandydat          | Komitet wyborczy                           | Liczba | %      | +/–    |
| --------------------------------------------------------------------------------------------- | ----------------- | ------------------------------------------ | ------ | ------ | ------ |
|                                                                                               | Michał Seweryński | Prawo i Sprawiedliwość                     | 33 770 | 27,23  | –      |
|                                                                                               | Dorota Ryl        | Platforma Obywatelska RP                   | 28 303 | 22,82  | –      |
|                                                                                               | Marek Trzciński ● | KWW Unia Prezydentów – Obywatele do Senatu | 27 338 | 22,04  | –      |
|                                                                                               | Jan Ryś           | Polskie Stronnictwo Ludowe                 | 21 733 | 17,52  | –      |
|                                                                                               | Krzysztof Wolski  | Sojusz Lewicy Demokratycznej               | 12 894 | 10,40  | –      |
| Frekwencja: 43,92% Liczba głosów ważnych: 124 038 (96,43%) Źródło: Państwowa Komisja Wyborcza |                   |                                            |        |        |        |

● Marek Trzciński reprezentował w Senacie VII kadencji (2007–2011) okręg nr 11.

### Wybory parlamentarne 2015
| Kandydat                                                                                      | Kandydat            | Komitet wyborczy           | Głosów | Głosów | Głosów |
| Kandydat                                                                                      | Kandydat            | Komitet wyborczy           | Liczba | %      | +/–    |
| --------------------------------------------------------------------------------------------- | ------------------- | -------------------------- | ------ | ------ | ------ |
|                                                                                               | Michał Seweryński ● | Prawo i Sprawiedliwość     | 59 410 | 45,63  | +18,40 |
|                                                                                               | Jacek Walczak       | Platforma Obywatelska RP   | 38 223 | 29,36  | +6,54  |
|                                                                                               | Marcin Łabędzki     | Polskie Stronnictwo Ludowe | 23 980 | 18,42  | +0,90  |
|                                                                                               | Grzegorz Andrysiak  | Samoobrona                 | 8580   | 6,59   | –      |
| Frekwencja: 47,07% Liczba głosów ważnych: 130 193 (95,16%) Źródło: Państwowa Komisja Wyborcza |                     |                            |        |        |        |

### Wybory parlamentarne 2019
| Kandydat                                                                                      | Kandydat            | Komitet wyborczy                           | Głosów | Głosów | Głosów |
| Kandydat                                                                                      | Kandydat            | Komitet wyborczy                           | Liczba | %      | +/–    |
| --------------------------------------------------------------------------------------------- | ------------------- | ------------------------------------------ | ------ | ------ | ------ |
|                                                                                               | Michał Seweryński ● | Prawo i Sprawiedliwość                     | 86 706 | 52,20  | +6,57  |
|                                                                                               | Jacek Walczak       | KKW Koalicja Obywatelska PO .N iPL Zieloni | 52 341 | 31,51  | +2,15  |
|                                                                                               | Radosław Sałata     | Konfederacja Wolność i Niepodległość       | 18 602 | 11,20  | –      |
|                                                                                               | Andrzej Urbaniak    | Samoobrona                                 | 8462   | 5,09   | –1,50  |
| Frekwencja: 59,98% Liczba głosów ważnych: 166 111 (97,97%) Źródło: Państwowa Komisja Wyborcza |                     |                                            |        |        |        |

### Wybory parlamentarne 2023
| Kandydat                                                                                      | Kandydat            | Komitet wyborczy                           | Głosów | Głosów | Głosów |
| Kandydat                                                                                      | Kandydat            | Komitet wyborczy                           | Liczba | %      | +/–    |
| --------------------------------------------------------------------------------------------- | ------------------- | ------------------------------------------ | ------ | ------ | ------ |
|                                                                                               | Michał Seweryński ● | Prawo i Sprawiedliwość                     | 87 381 | 45,47  | –6,73  |
|                                                                                               | Dorota Ryl          | KKW Koalicja Obywatelska PO .N iPL Zieloni | 77 209 | 40,18  | +8,67  |
|                                                                                               | Robert Szymczak     | Konfederacja Wolność i Niepodległość       | 27 574 | 14,35  | +3,15  |
| Frekwencja: 73,33% Liczba głosów ważnych: 192 164 (97,32%) Źródło: Państwowa Komisja Wyborcza |                     |                                            |        |        |        |